# Tadeusz Kowalik

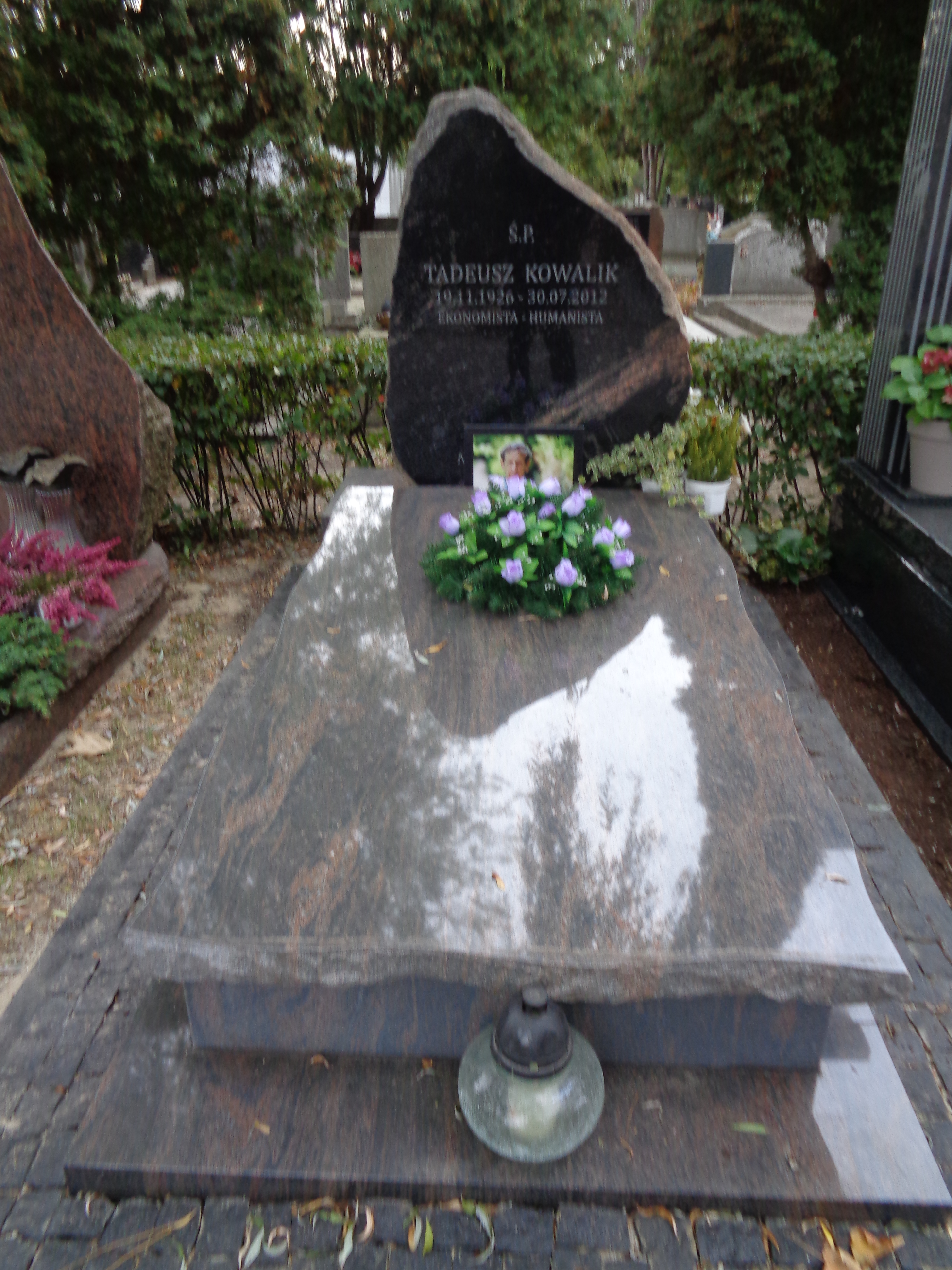
Grób ekonomisty Tadeusza Kowalika na Cmentarzu Wojskowym na Powązkach

Tadeusz Kowalik (ur. 19 listopada 1926 w Kajetanówce w pow. lubelskim, zm. 30 lipca 2012 w Warszawie) – polski ekonomista i działacz społeczny o poglądach socjalistycznych, profesor nauk ekonomicznych.

## Życiorys
W 1951 r. ukończył studia prawnicze na Uniwersytecie Warszawskim oraz ekonomię w Instytucie Nauk Ekonomicznych przy KC PZPR. Tam też obronił pracę doktorską. Od 1945 do 1946 r. był księgowym, a od 1946 do 1947 r. pełnomocnikiem powiatowym w Wojewódzkim Urzędzie Kontroli Prasy, Publikacji i Widowisk w Gdańsku. Od 1950 do 1951 pracował jako asesor w Sądzie Powiatowym w Warszawie. Od 1963 do 1992 r. był pracownikiem naukowym Instytutu Historii Nauki, Oświaty i Techniki PAN oraz od 1993 Instytutu Nauk Ekonomicznych PAN, od 1997 r. także w Wyższej Szkole Przedsiębiorczości i Zarządzania im. Leona Koźmińskiego, był prorektorem Wyższej Szkoły Społeczno-Ekonomicznej w Warszawie. Wykładał m.in. na uniwersytetach w Toronto, Oksfordzie, New School for Social Research w Nowym Jorku.
Od 1946 do 1948 r. należał do Związku Walki Młodych. W latach 1948–1968 był członkiem Polskiej Zjednoczonej Partii Robotniczej. W latach 1954–1957 wykładowca ekonomii politycznej w Instytucie Kształcenia Kadr Naukowych przy Komitecie Centralnym PZPR.
Od końca lat 60. czynnie zaangażowany w lewicowy nurt opozycji demokratycznej, współpracownik Komitetu Obrony Robotników. Członek założyciel, wykładowca, członek rady programowej i skarbnik Towarzystwa Kursów Naukowych. 20 sierpnia 1980 roku podpisał apel 64 uczonych, pisarzy i publicystów do władz komunistycznych o podjęcie dialogu ze strajkującymi robotnikami. W sierpniu 1980 członek Komisji Ekspertów przy prezydium Międzyzakładowego Komitetu Strajkowego w Stoczni Gdańskiej im. Lenina, następnie Krajowej Komisji Porozumiewawczej NSZZ „Solidarność”. W latach 1980–1992 członek NSZZ „Solidarność”. W 1992 r. członek założyciel Unii Pracy. Pod koniec życia bezpartyjny. Był honorowym członkiem Stowarzyszenia Attac Polska.
Był jednym z najbardziej znanych krytyków polskiego modelu transformacji i reform Balcerowicza.
Pochowany na wojskowych Powązkach (kwatera D 31 rząd tuje, grób nr 9).

## Ordery
6 grudnia 2000 został odznaczony przez prezydenta Aleksandra Kwaśniewskiego Krzyżem Kawalerskim Orderu Odrodzenia Polski.
W 2001 r. wyróżniony odznaką „Zasłużony Działacz Kultury”.
31 sierpnia 2006 został odznaczony przez prezydenta Lecha Kaczyńskiego Krzyżem Komandorskim Orderu Odrodzenia Polski.